# Gabriel Arregui (director de cine)
Gabriel Adrián Arregui (Quilmes, provincia de Buenos Aires), conocido como Gabriel Arregui es un director, guionista y productor de cine argentino. Además de hacer cine, trabaja como docente en escuelas de Quilmes, Berazategui y Juan María Gutiérrez, localidades del Gran Buenos Aires.

## Filmografía
Director
- Uno mismo	(2015)[2]
- El torcán (2009)[1]
- Mataperros	(2002)
- El invisible (cortometraje, 1996)
- Esa mujer (cortometraje, 1996)

Guionista
- Uno mismo	(2015)
- El torcán (2009)
- Mataperros	(2002)

Producción ejecutiva
"Instrucciones para la poligamia" (2019)
- La casa de palos (2020)

Productor asociado
- Yarará (2015)
- Eterno paraíso (2018)

Producción general
- Uno mismo (2015)

Producción
- El torcán (2009)
- Mataperros	(2002)